# Хрватска дијаспора
Хрватска дијаспора обухвата све грађане хрватске националности или поријекла који живе ван Хрватске, као своје матице. У тај скуп би се, технички, могли убројати и Хрвати који данас живе на подручју бивше Југославије, али се под тим скупом обично подразумијевају нешто даље области, попут земаља Европске уније, Сјеверне и Јужне Америке, Аустралије, као и земаља са других континената.

## Сјеверна Америка
По попису из 2005. године, у САД живи 401,208 становника дјелимично хрватског поријекла. Поред тога, значајан број Хрвата-Американаца се декларише Југословенима, Словенима, Далматинцима, Босанцима, Аустријанцима, или чак Аустроугарима. Прве насеобине Хрвата утемељене су на југу ушћа ријеке Мисисипи. Значајно досељавање забиљежено је за вријеме златне грознице у Калифорнију. И у Аризони и Невади постоје већа станишта Хрвата, гдје углавном раде у рудницима сребра и злата. Вашингтон и Пенсилванија су значајне хрватске колоније. На подручју Сјеверне Америке функционише и једна од већих хрватских организација дијаспоре, Хрватска братска заједница.

## Јужна Америка
У Јужну Америку Хрвати су почели пристизати 1870-их година. Најзначајније хрватске колоније до Првог свјетског рата утемељене су у Чилеу и Аргентини. У Бразилу их је највише у Сао Паолу. Хрвата има још и у Боливији, Перуу и Уругвају.

### Чиле
Чиле представља једну од највећих хрватских насеобина ван матице. Након САД, у Чилеу живи други највећи број Хрвата ван Балкана. По неким изворима, ту их живи око 400.000. Хрвати у Чилеу представљају један од водећих примјера успјешно интегрисаних странаца који су дошли са подручја гдје шпански језик није главни говорни језик. Многи забављачи, радници, умјетници и истакнути политичари са високим позицијама у земљи су Чилеанци хрватског поријекла.

### Аргентина
Хрвата у Аргентини има преко 250.000. Један од најуспјешнијих Хрвата у Аргентини, и истовремено један од првих досељеника, био је Никола Михановић, који је живио у Буенос Ајресу. До 1909, око 30 година након што је дошао у Јужну Америку, Михановић је посједовао 350 пловила, укључујући 82 пароброда. До 1918. године, број његових запослених је био око 5000, већином из Далмације. На тај начин Михановић је значајно утицао на изградњу хрватске заједнице у Аргентини.
Други талас досељавања Хрвата у Аргентину је био знатно бројнији; до 1939. године око 15.000 Хрвата, већином пољопривредника, доселило се у Буенос Ајрес, Санта Фе, Чако и Патагонију у потрази за бољим условима живота. Овај талас је пратио и знатан број свештеника.
Трећи талас, који је услиједио након Другог свјетског рата, био је највећим бројем политичког типа. Око 20.000 хрватских дисидената је пребјегло у Аргентину, а већина њих је радила на грађевини, у изградњи јавних објеката итд.

## Аустралија
Хрвати су се највише исељавали у Аустралију за вријеме 1960-их и 1970-их. 2006. године било је 118.051 становника (0,6%) који су се декларисали као хрватског поријекла.

## Европска унија

### Њемачка
Хрватска католичка мисија у Минхену основана је 1948. године. Са око 43.000 регистрованих вјерника једна је од најстаријих и највећих мисија у Њемачкој за католике Хрвате. Значајно досељавање у Њемачку забиљежено је крајем 1960-их и почетком 1970—их година, када је неколико стотина хиљада Хрвата, у потрази за бољим животним условима, или, у мањем броју, због неслагања са реал-социјалистичким режимом, као дисиденти, напустило простор СФРЈ.

### Уједињено Краљевство
Хрвати у Уједињеном Краљевству обухватају и оне који су се родили, и оне који су се доселили у УК. По попису из 2001. године, у Уједињеном Краљевству је било 6992 становника рођена у Хрватској.

## Спорт у хрватској дијаспори
У дружењу и окупљању хрватских исељеничких заједница велику улогу су имала спортска друштва, нарочито фудбалски клубови. Најчешћа имена која носе су Кроација, Јадран, Зрински, Адрија, Далмација, Хајдук, Динамо, ХАШК, Марјан, Велебит, Младост, Матија Губец итд.